# Parque Estadual da Ilha do Mel
O Parque Estadual da Ilha do Mel está localizado no município de Paranaguá, no Estado do Paraná. Foi criado em 2002, através do Decreto Estadual n.º 5506 de 21 de março de 2002, com área de 337,84 hectares.
A criação da unidade de conservação preza pela conservação e preservação das praias, dos marismas, dos costões rochosos, da floresta ombrófila densa submontana, da fauna e dos sítios arqueológicos localizados na Ilha do Mel.